# Bülent Cevahir
Bülent Cevahir (Smirne, 13 febbraio 1992) è un calciatore turco, difensore del Kuşadasıspor.